# Fontaine de l'Homme Sauvage
La fontaine de l'Homme Sauvage est un monument historique situé à Ammerschwihr, dans le département français du Haut-Rhin.

## Localisation
Ce bâtiment est situé place de l'Ancien-Hôtel-de-Ville, Grand-Rue, rue de la Reconnaissance à Ammerschwihr.

## Historique
L'édifice fait l'objet d'un classement au titre des monuments historiques depuis 1965.

## Architecture

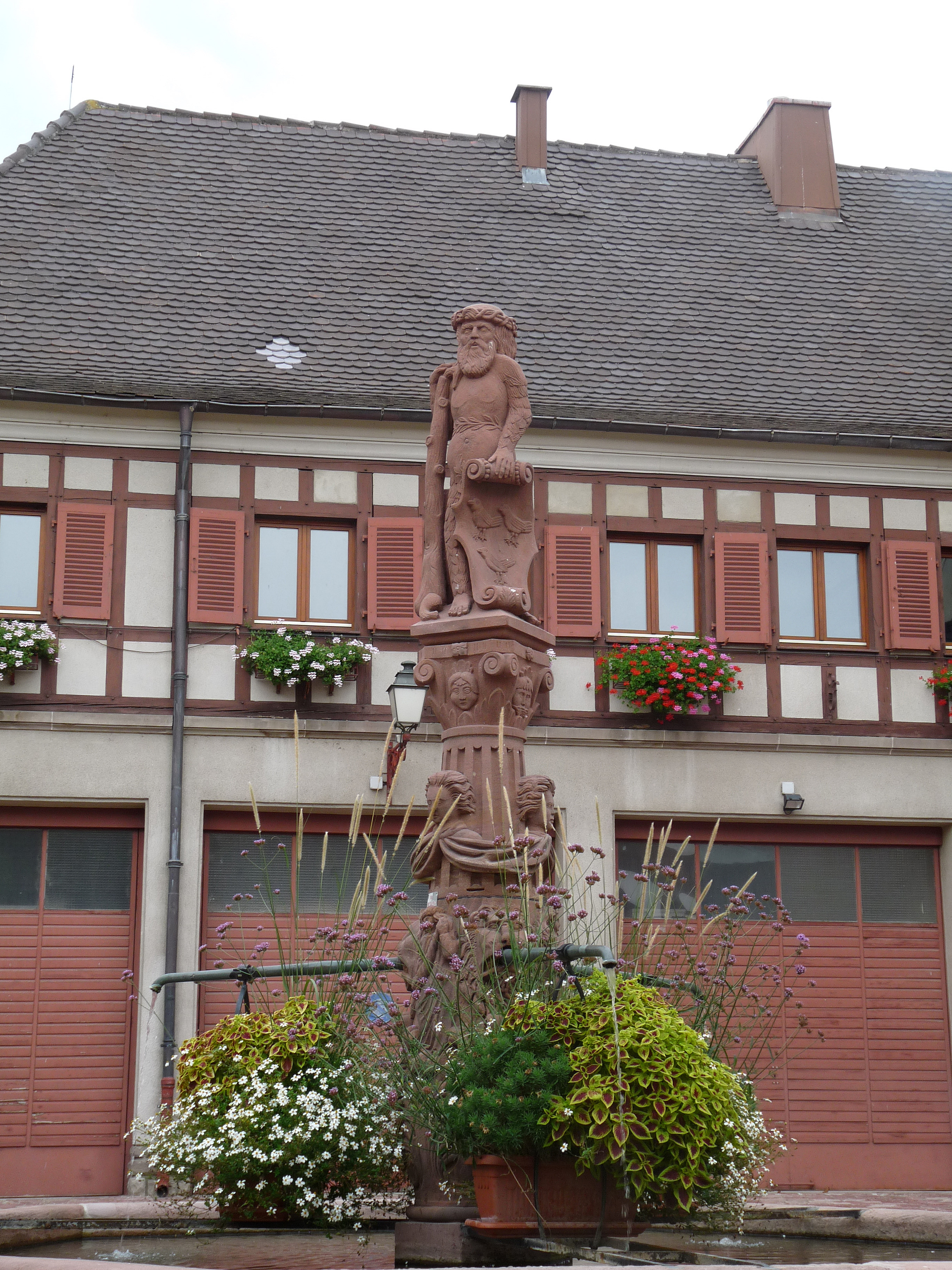